# Acacia argentea
Acacia argentea é uma espécie de leguminosa do gênero Acacia, pertencente à família Fabaceae.